# Флорес, Бенжамин (младший)
Бе́нжамин Фло́рес-мла́дший (англ. Benjamin Flores, Jr.; род. 24 июля 2002, Мемфис, Теннеси, США) — американский актёр и певец. Наиболее известен по ролям Луи Престона в телесериале «Призраки дома Хатэвэй», Алекса из фильма «Поймать Санту», Нейта из фильма «Этот безумный круиз» и Трипл Джи из телесериала «Игроделы». Также известен по рэп-песне «You Might Be the One», которую исполнил под псевдонимом Lil' P-Nut.

## Биография
Бенжамин «Lil' P-Nut» Флорес-младший родился в городе Мемфис, штат Теннесси, США. С 2010 года увлёкся рэпом и взял себе псевдоним Lil' P-Nut. 25 сентября 2010 года выпустил свою первую песню «You Might Be the One» и через некоторое время был приглашён на шоу к Эллен Дедженерес. С 2013 по 2015 год играл роль Луи в телесериале Nickelodeon «Призраки дома Хатэвэй». С 2015 по 2019 годы играл роль Трипл Джи в телесериале «Игроделы».

## Фильмография
| Год       |    | Русское название                             | Оригинальное название               | Роль                  |
| --------- | -- | -------------------------------------------- | ----------------------------------- | --------------------- |
| 2011      | мф | Делай ноги                                   | Happy Feet                          | Аттикус               |
| 2013—2015 | с  | Призраки дома Хатэвэй                        | The Haunted Hathaways               | Луи Престон           |
| 2014      | ф  | Совместная поездка                           | Ride Along                          | Моррис                |
| 2014      | с  | Грозная семейка                              | The Thundermans                     | Луи Престон           |
| 2014      | тф | Поймать Санту                                | Santa Hunters                       | Алекс                 |
| 2015      | тф | Этот безумный круиз                          | One Crazy Cruise                    | Нейт Дженсен-Бауэр    |
| 2015      | тф | —                                            | Nickelodeon’s Ho Ho Holiday Special | Рик                   |
| 2015—2017 | с  | Опасный Генри                                | Henry Danger                        | Лил Бигги / Трипл Джи |
| 2015—2019 | с  | Игроделы                                     | Game Shakers                        | Трипл Джи             |
| 2017      | ф  | Трансформеры: Последний рыцарь               | Transformers: The Last Knight       | паренёк               |
| 2017      | ф  | —                                            | Pup Star: Better 2Gether            | Эм Си Байт            |
| 2017      | мф | Эй, Арнольд! Кино из джунглей                | Hey Arnold! The Jungle Movie        | Джеральд Йоханссен    |
| 2018      | с  | Библиотекари                                 | The Librarians                      | Фредди                |
| 2019      | ф  | Рубеж мира                                   | Rim of the World                    | Дариуш                |
| 2020      | мс | Мир юрского периода: Лагерь мелового периода | Jurassic World Camp Cretaceous      | Брэндон Боуман        |
| 2020—2021 | с  | Ваша честь                                   | Your Honor                          | Юджин Джонс           |